# Hieracium jangajuense
Hieracium jangajuense es una especie de planta con flor del género Hieracium, de la familia Asteraceae, orden Asterales.

## Distribución
Hieracium jangajuense se distribuye por Rusia.

## Taxonomía
Fue descrita científicamente por Üksip.
Tratamiento taxonómico
La especie aparece registrada y publicada en Izv. Akad. Nauk Ėstonsk. S.S.R., Ser. Biol.